# Chickeeduck
Chickeeduck（中文：出奇得）是香港一間童裝连锁店，1990年成立，2023年6月30日結束，现任行政總裁与百分之百股權持有人是周小龍。

## 歷史
Chickeeduck在1990年成立，曾經先後在香港多個大型商場均設門市，包括尖沙咀海運大廈、沙田新城市廣場第三期、荃灣愉景新城、九龍塘又一城、屯門市廣場和九龍站上蓋圓方和東涌東薈城等。
1999年，周小龍在WHK买下了Chickeeduck，成为公司行政總裁（CEO），在2020年购买了全部股權，成為百分之百股權持有者。2021年，Chickeeduck開始打入海外市場，加拿大列治文山成為首個海外分站。

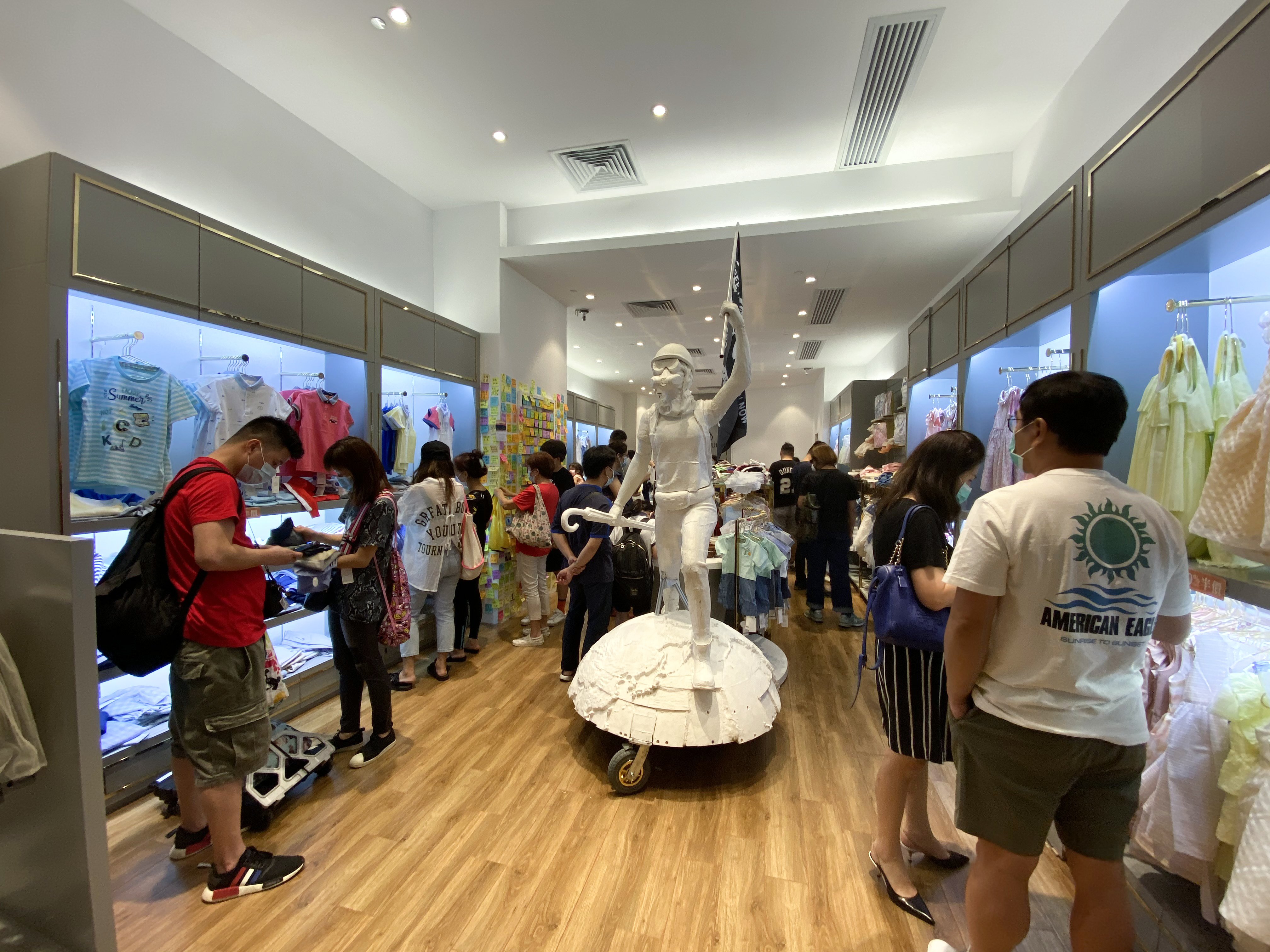
Chickeeduck分店摆放民主女神像

2020年開始，Chickeeduck因為政見關係而受到針對，包括先後在分店入面擺放「香港民主女神雕像」以及劉曉波雕像而被人要求搬走。其中荃灣愉景新城、尖沙咀K11 MUSEA和屯門市廣場等分店更被商場業主入稟法院，要求移除相關物品，以及不獲續租，周小龍形容為政治打壓。
2021年5月6日，荃灣享成街分店被警方國安處以涉嫌違反《香港國安法》做理由搜查店铺、供貨受到阻撓、租舖遇障礙令分店減少，以及員工受到滋擾等等。2021年11月18日，Chickeeduck称，他们計劃在2022年下半年關閉香港實體店。
2023年5月9日，Chickeeduck在Facebook宣布，最後一間位於銅鑼灣的門市將於6月30日後正式結業，網店同時停止營運，代表經營33年的品牌結束。老闆周小龍指出位於大陸和東南亞的供應鏈被切斷及騷擾下，只能結束。